# Аєта
Аєта (італ. Aieta, сиц. Ajeta) — муніципалітет в Італії, у регіоні Калабрія,  провінція Козенца.
Аєта розташована на відстані близько 360 км на південний схід від Рима, 135 км на північний захід від Катандзаро, 80 км на північний захід від Козенци.
Населення — 830 осіб (2014).
Щорічний фестиваль відбувається 15 червня. Покровитель — святий Віт di Lucania.

## Демографія
Населення за роками:

Станом на 1 січня 2023 року в муніципалітеті офіційно проживав 21 іноземець з 11 країн, серед них 8 громадян країн Євросоюзу.

## Сусідні муніципалітети
- Лайно-Борго
- Лайно-Кастелло
- Папазідеро
- Прая-а-Маре
- Тортора